# Cerni Osăm, Loveci
Cerni Osăm (în bulgară Черни Осъм) este un sat în comuna Troian, regiunea Loveci,  Bulgaria. 

## Demografie
Componența etnică a satului Cerni Osăm
     Bulgari (83,43%)
     Turci (4,37%)
     Nicio identificare (11,59%)
     Altele (0,59%)
La recensământul din 2011, populația satului Cerni Osăm era de 845 locuitori. Din punct de vedere etnic, majoritatea locuitorilor (83,43%) erau bulgari, cu o minoritate de turci (4,37%). Pentru 11,59% din locuitori nu este cunoscută apartenența etnică.